# قائمة المضادات الحيوية بيتا-لاكتام
هذه هي قائمة عامة بالمضادات الحيوية مقاومة - للبيتا لاكتام — بكلا الادوية التي تدار طبيا وتلك التي لا تكون قيد الاستعمال السريري الذي نظمته الدرجة البنيوية. يتم سرد المضادات الحيوية أبجديا ضمن درجتها أو الفئة الفرعية بحكم الاسم غير مسجل الملكية

## بينامات

بنسيلين G

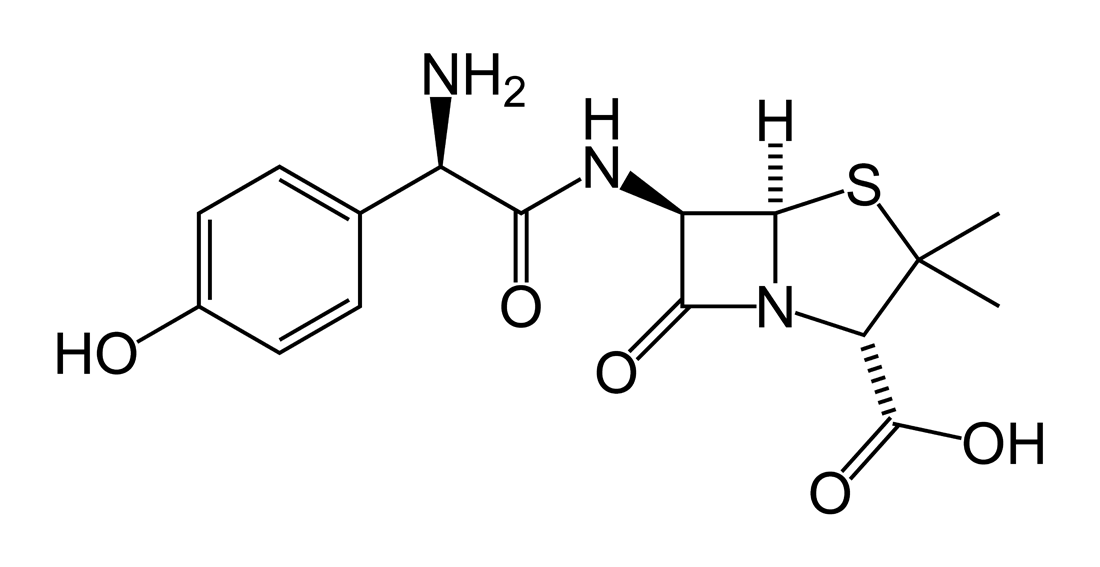
أموكسيسيلين

### ضيقة الطيف

#### حساسة - للبيتا لاكتاماز
- بنزاثين بنزيل بنسيلين (بنزاثين & بنزيل بنسيلين)
- بنزيل بنسيلين (بنسيلين G)
- فينوكسي ميثيل بنسيللين (بنسيلين V)
- بروكاين بنزيل بنسيللين (بروكائين & بنزيل بنسيلين)

#### مقاومة - للبيتا لاكتاماز
- كلوكساسيلين
- ديكلوكساسيلين
- فلوكلوكزاسيلين
- ميثيسيلين
- نافسيلين
- أوكساسيلين
- تيموسيلين

### واسعة الطيف
- أموكسيسيلين
- أمبيسيلين

- ميسيلينام

#### كاربوكسي بنسلينات
- كاربينيسيلين
- تيكارسيلين

#### يوريدوبنسلينات
- آزلوسيلين
- ميزلوسيللين
- بايبيرسيللين

## سيفيمات

سيفالوسبورين C

Cefoxitin

### الجيل الأول (متوسطة الطيف)
- سيفازولين
- سيفالكسين
- سيفالوسبورين C
- سيفالوثين

### الجيل الثاني (متوسطة الطيف)

#### بمضادات الأنشطة -النزفية
- سيفاكلور
- سيفاماندول
- سيفيوروكزيم

#### مع مضادات النشاط اللاهوائي
- سيفوتيتان
- سيفوكسيتين

### الجيل الثالث (واسعة الطيف)
- سيفيكزيم
- سيفوتاكسيم
- سيفبودوكسيم
- سيفتازيديم
- سيفترياكسون

### الجيل الرابع (واسعة الطيف)
(مع β-لاكتاماز الثبات وتعزيز النشاط ضد البكتيريا إيجابية الجرام والزائفة الزنجارية)
- سيفيبيم
- سيفبيروم

### الجيل الخامس* (واسعة الطيف)
(Antipseudomonal in addition to activity against MRSA and VRE. *Not universally accepted nomenclature. )
- سيفتارولين فوساميل

## Carbapenems and penems
(Broadest spectrum of β-lactam antibiotics)

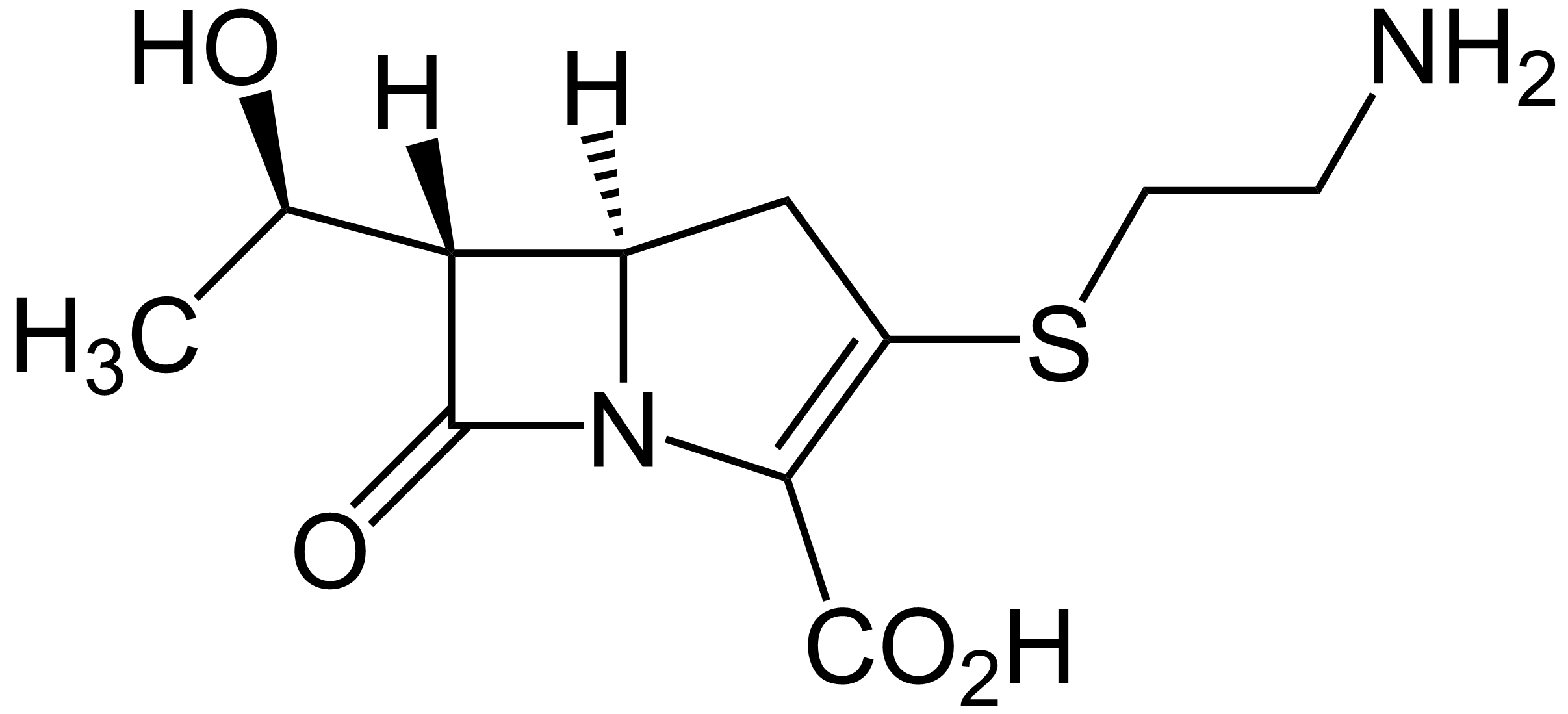
Thienamycin

- بيابينيم
- دوريبينيم
- إيرتابينيم
- فاروبينيم
- إيميبينيم
- ميروبينم
- بانيبينيم
- Razupenem
- Tebipenem
- Thienamycin

## مونوباكتامات
- أزتريونام
- تيغيمونام
- نوكارديسين أ

Aztreonam

- Tabtoxinine β-lactam (does not inhibit بروتين رابط للبنسلين)

## β-Lactamase inhibitors

Clavulanic Acid

- حامض الكلافولينيك
- تازوباكتام
- سولباكتام